# Stavy zvěře
Stavy zvěře jsou množství jednotlivých druhů zvěře, které se myslivci snaží udržovat mezi kmenovým a normovaným stavem. K určení jednotlivých stavů je potřeba několikrát do roka uskutečnit sčítání zvěře, které si zajišťují jednotlivá myslivecká sdružení a dále je postupují krajským úřadům a Ministerstvu zemědělství ČR.

## Kmenový stav zvěře
Kmenový stav je minimální stav, kdy množství zvěře o určité hustotě ještě zajišťuje přirozenou reprodukci. Tento stav se určuje podle tabulek stanovených Vyhláškou Mze č. 491/2002 Sb. Dočasné výjimky se dá dosáhnout například při zmlazování nebo výstavbě lesa, kdy je potřeba zajistit podmínky pro bezproblémový růst rostlin a minimální procento škod a není jiná možnost.

## Normovaný stav zvěře
Normovaný stav je maximální povolený stav, kdy zvěř neškodí ekosystému. Je to maximální povolená hranice počtu zvěře o určité hustotě. Podobně jako u kmenového stavu je určen Vyhláškou Mze č. 491/2002 Sb. Při překročení tohoto stavu dochází k regulaci stavů buď odchytem nebo častěji odstřelem. 

## Přirozený stav zvěře
Přirozený stav zvěře je stav, který se ustanoví, pokud počet zvěře není uměle udržován člověkem. 